# 高顺贞
高顺贞（？—1141年），是12世纪大理国点蒼山蓮花峰芒湧溪人氏，高泰明之孙，高明顺之子，第4代中国公。1129年，高明顺死后，高顺贞即位。1141年，高顺贞死后，群臣立高明顺弟弟高明量之子高量成为相国、中国公。高明量家族的封地在威楚府（今楚雄）。其后，高顺贞的儿子高贞寿、高贞明又先后掌权。